# Kurt Yaghjian
Kurt Yaghjian (Detroit, 9 febbraio 1951) è un cantante e attore statunitense, di origine armena, noto soprattutto per aver interpretato nel 1963 come voce bianca il ruolo di protagonista nell'opera lirica Amahl e i visitatori notturni di Gian Carlo Menotti e nel 1973 come contraltista quello del sommo sacerdote Anna nella versione cinematografica del musical Jesus Christ Superstar.

## Biografia
Kurt "Frenchy" Yaghjian nasce nel 1951. La madre era una cantante d'opera, mentre il padre lavorava come assistente direttore d'orchestra per la Cincinnati Symphony Orchestra. Dai suoi genitori Kurt prese l'amore per il canto e la musica.
Nel maggio 1963, a Cincinnati, il dodicenne Kurt partecipò come membro del coro di voci bianche alla prima della cantata The Death of the Bishop of Brindisi di Gian Carlo Menotti. Il compositore rimase colpito dalle doti musicali ed espressive del ragazzino e lo raccomandò alla NBC per il ruolo di Amahl in una nuova produzione della sua opera Amahl e i visitatori notturni. La produzione originaria, ideata nel 1951 da Menotti in collaborazione con il direttore d'orchestra Thomas Schippers e il regista televisivo Kirk Browning, aveva ottenuto un successo straordinario e per ben 8 anni, fino al 1958, era stata replicata in diretta anno dopo anno alla televisione nel periodo natalizio. Tre voci bianche si erano succedute nel ruolo del protagonista: Chet Allen (nel 1951), Bill McIver (dal 1952 al 1955) e Kirk Jordan (dal 1956 al 1958). In tutte queste rappresentazioni il ruolo della madre era sempre stato interpretato dal soprano Rosemary Kuhlmann. 
Nel 1963 la NBC videoregistrò una nuova produzione di Amahl con il direttore Herbert Grossman e un cast completamente nuovo con Kurt Yaghjian nei panni di Amahl e Martha King nei panni della Madre. Quando Menotti scoprì che la NBC aveva programmato la registrazione in una data in cui egli era impegnato all'estero, cercò di cambiare la data. La rete televisiva rifiutò e registrò la performance del 1963 senza la presenza o la partecipazione del compositore, trasmettendola nel dicembre 1963. Lo spettacolo fu accolto favorevolmente dal pubblico e dalla critica e fu ritrasmesso ancora nel 1964 e nel 1965. Menotti, pur apprezzandone gli interpreti, non approvò mai la produzione del 1963, da cui si era sentito escluso. Così quando nel maggio 1966 i diritti delle trasmissioni future tornarono a lui, il compositore non permise che essa fosse mostrata di nuovo. Amahl e i visitatori notturni tornerà in televisione solo nel 1978 con un film-opera con protagonisti Robert Sapolsky e Teresa Stratas.
Nel frattempo, Kurt Yaghjian continuò gli studi musicali e la sua carriera di cantante. Laureatosi nel 1971 alla School of the Arts della University of North Carolina, nell'ottobre stesso anno entrò a far parte del cast della produzione originaria di Broadway del musical Jesus Christ Superstar. Per una cinquantina di rappresentazioni interpreta il ruolo di Giuda Iscariota come sostituto di Ben Vereen. Riveste occasionalmente anche i ruoli di Anna e Pilato e altre parti minori. Nel 1973 viene scelto ad interpretare Anna nella versione cinematografica del musical, il film Jesus Christ Superstar diretto da Norman Jewison, diventando così notissimo al pubblico internazionale. Alcuni anni dopo, nel 1979, è ancora impegnato come cantante nella versione cinematografica di altro celebre musical Hair, diretto da Miloš Forman. 
Nei decenni seguenti Yaghjian prende parte come cantante e musicista a diversi bande musicali e alla produzione in studio di commercials per prodotti come Coca-Cola, Ford Motors, Domino's Pizza, Toyota, Cadillac, Chevrolet, Budweiser e Sprite.

## Filmografia
- Amahl and the Night Visitors, film TV, regia di Kirk Browning (1963)
- Jesus Christ Superstar, film, regia di Norman Jewison (1973)
- Hair, film, regia di Miloš Forman (1979)